# Corvée royale

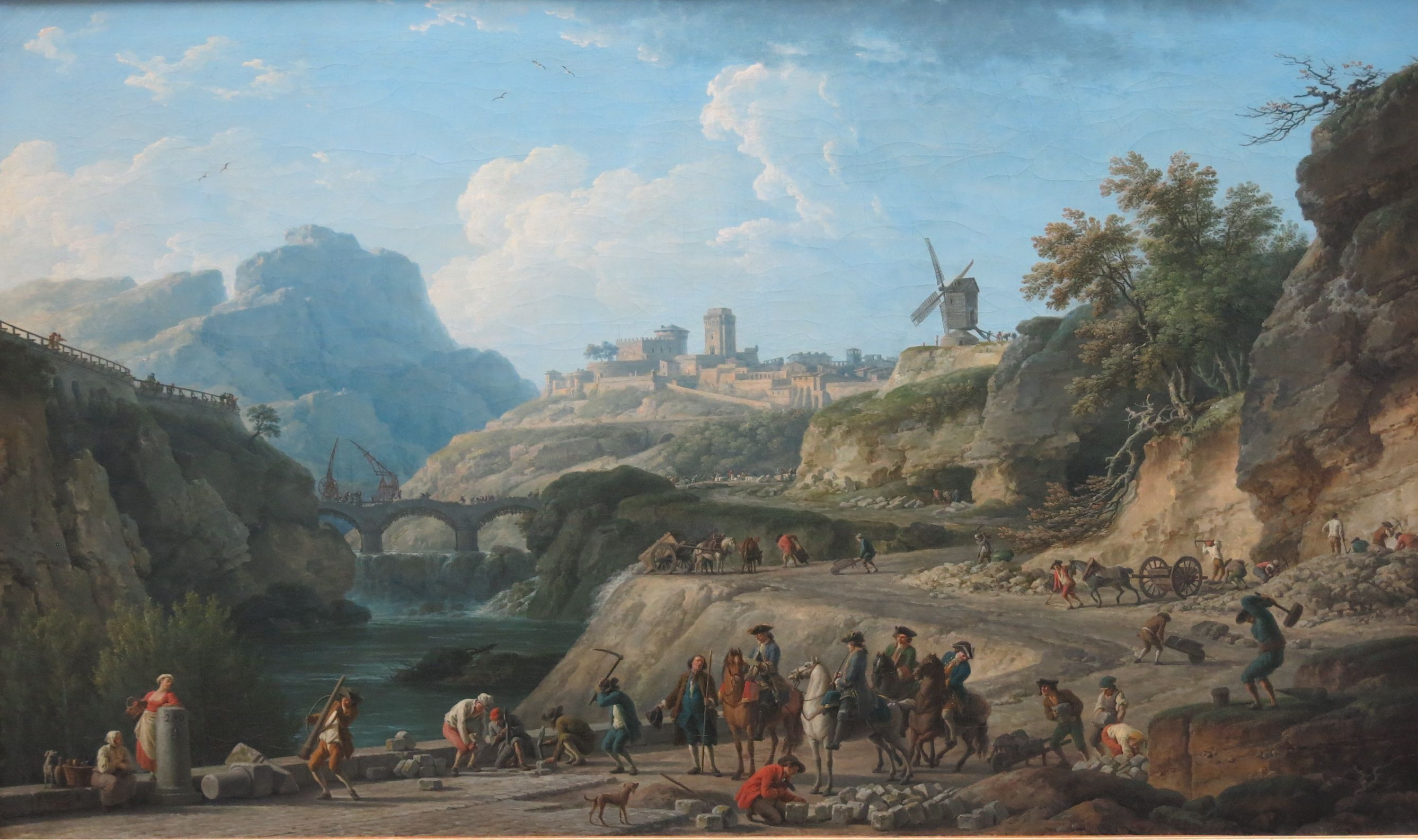
Construction d'un grand chemin au XVIIIe siècle - Joseph Vernet (1774)

La corvée royale est un impôt assez tardif de l’Ancien Régime, sous la forme d’un travail non rémunéré imposé par le pouvoir royal à ses sujets.
La corvée royale est introduite par l'instruction du 13 juin 1738 du contrôleur général Philibert Orry, sous le règne de Louis XV, et instituée dans tous les pays d’élections afin de pourvoir à la construction et à l’entretien des chaussées. Tous les habitants et matériels situés à une distance de quatre lieues (seize kilomètres environ) de part et d'autre d'une route peuvent être requis pour la construction ou l'entretien de cette route. Chaque contribuable est redevable de trente jours de corvée par an.
Cette mesure soulève un mécontentement populaire général, d’abord par ceux qu’elle frappe, mais est aussi jugée intolérable aux yeux de la plupart des élites éclairées qui la perçoivent comme une manifestation de despotisme. Et ce, d’autant plus qu’elle est appliquée de manière inégale entre généralités, que tout le monde n’y est pas soumis et qu’il y a de nombreux abus.
D'abord supprimée par Turgot en février 1776, elle est rétablie en août de la même année, puis supprimée définitivement par l'Ordonnance du 27 juin 1787. La corvée en nature est remplacée par une contribution répartie entre les paroisses « au marc la livre » de la taille, et dont les receveurs généraux feraient l'avance aux entrepreneurs qui exécuteraient dès lors les travaux routiers.
Mobilisant plus de deux millions de travailleurs, elle a représenté une économie d’au moins 10 millions de livres par an que l’État aurait été bien en peine de débourser et a permis de construire près de 30 000 km de routes nouvelles.

## Moyen Âge etXVIesiècle

### Corvée seigneuriale
Sous le régime féodal, au Moyen Âge et au XVIe siècle, il était naturel de s'acquitter en travail ou en produits directs du travail, des services, redevances, aides de diverses natures, dus par les serfs au maître, par les tenanciers au propriétaire, par les vassaux au seigneur ou par les sujets au roi. La monnaie, signe représentatif des produits du travail, était trop rare pour qu'il soit possible à ceux à qui incombaient ces devoirs, de remplacer leur acquittement en nature par un paiement en numéraire. La corvée est donc originairement seigneuriale et d'intérêt privé, c'est-à-dire due par le serf ou le vassal à son seigneur immédiat et pour son service personnel.
La corvée consistait dans ce travail de l'homme du peuple ou du manouvrier, qui n'exige que l’emploi des bras et de la force corporelle sans machine particulière, ou encore dans le travail des bêtes de trait eu de somme que possédait le cultivateur. Les corvées seigneuriales étaient généralement déterminées pour l'objet et pour le nombre. Cependant il existait aussi, et souvent en sus, des corvées à volonté mais la jurisprudence, établie par l'adoucissement progressif des mœurs et par les efforts du pouvoir royal pour soustraire le peuple à la tyrannie des seigneurs en avait limité le nombre à douze par an dont trois seulement dans le même mois. Le terme « corvéable à merci » exprimait un abus illégal de la force et de la puissance, malheureusement trop fréquent.

### Des recours exceptionnels et temporaires à la corvée royale
La corvée royale, ou due par les sujets au roi, ne s'établit que par extension et pour des cas particuliers. Il y a bien un service du corps que, comme suzerain et pour un intérêt public, le roi réclame au besoin des seigneurs ses vassaux, un service qui pourrait être appelé « corvée de guerre ». Mais pour ce qu'on appelle la corvée proprement dite, le roi n'en exerce pas le droit direct hors de ses domaines sur ceux de ses sujets qui sont en même temps vassaux des seigneurs. C'étaient ceux-ci qui, sur l'invitation qui leur en était faite, appelaient eux-mêmes leurs vassaux et paysans à la corvée pour le service du roi. Il n'en sera autrement que lorsque l'autorité royale aura définitivement remplacé le régime féodal et encore les corvées royales ne sont-elles qu'accidentelles et motivées par des causes temporaires, comme des voyages du roi, des passages de ses troupes et autres besoins de la guerre.

## XVIIesiècle

### Contexte de la nécessité d’améliorer le réseau routier
Au début du XVIIe siècle, l’état des routes est déplorable consécutivement aux guerres civiles du siècle précédent et à l’absence d’une administration chargée de la gestion, l'entretien et la construction des routes. Sully, pour qui Henri IV crée en 1599 l'office de grand voyer de France, déploie de louables efforts, mais son action est gênée par le manque de techniciens compétents et les résultats en sont compromis après 1610 par les troubles du royaume et le désordre des finances. Après l'interruption enregistrée par le règne de Louis XIII et la Fronde, la situation n’est pas reprise en main avant Colbert. Les grandes voies de communication sont traitées comme des objets d'intérêt général pour tout le royaume ou comme on disait alors, du service du roi. Il n’est plus seulement question de construire des portions de chaussées aux abords des ponts, dans des passages difficiles ou dans la traversée des villes, mais d’améliorer les grands chemins d'une manière continue à travers les campagnes et d’en créer d’autres. L'insuffisance des fonds que le roi peut accorder sur son trésor apparaît alors. Il est également impossible de mettre à contribution les villes par des octrois ou d’autres moyens analogues, comme on l'avait fait pour les chaussées à établir dans leur enceinte ou dans leur banlieue. De même il était impossible de frapper, dans une proportion suffisante, de nouveaux impôts pécuniaires sur la population taillable déjà écrasée.

### Corvée royale dans des pays limitrophes, mais pas de généralisation avec Colbert
On conçoit donc que le gouvernement ait pu être tenté de chercher les ressources nécessaires dans une corvée royale imposée, sinon à tout le royaume, du moins aux habitants des contrées traversées par les chemins à améliorer, qui devaient être pour elles une source de prospérité future. D'une part, les populations rurales, déjà habituées à la corvée seigneuriale et aux corvées extraordinaires pour les voyages du roi et pour les services militaires, verraient dans ce nouveau labeur exigé d'elles, non pas une innovation, mais une simple aggravation qu'on pouvait facilement leur faire croire temporaire. D'autre part, les coutumes d'un certain nombre de provinces comprenaient plus ou moins explicitement, dans les charges du peuple, la corvée pour la réparation des chemins. Elle était de plus formellement en usage dans la plupart des pays limitrophes, tels que l'Artois, la Lorraine, l'Alsace, la Franche-Comté, avant leur réunion à la France, une réunion qui n'a pu qu' augmenter la tentation d'étendre leur coutume à tout le royaume.
Néanmoins Colbert ne se laisse pas entraîner dans cette voie. Il n'autorise pas le recours d'une manière générale à l'emploi de la corvée pour les travaux des chemins. II l'adoucit et le restreint même, là où il se fondait sur l'usage et même sur des coutumes écrites. Il ne l'admet qu'en des cas spéciaux, exceptionnels et temporaires. Ces errements sont suivis jusqu'à la mort de Louis XIV.

## XVIIIesiècle

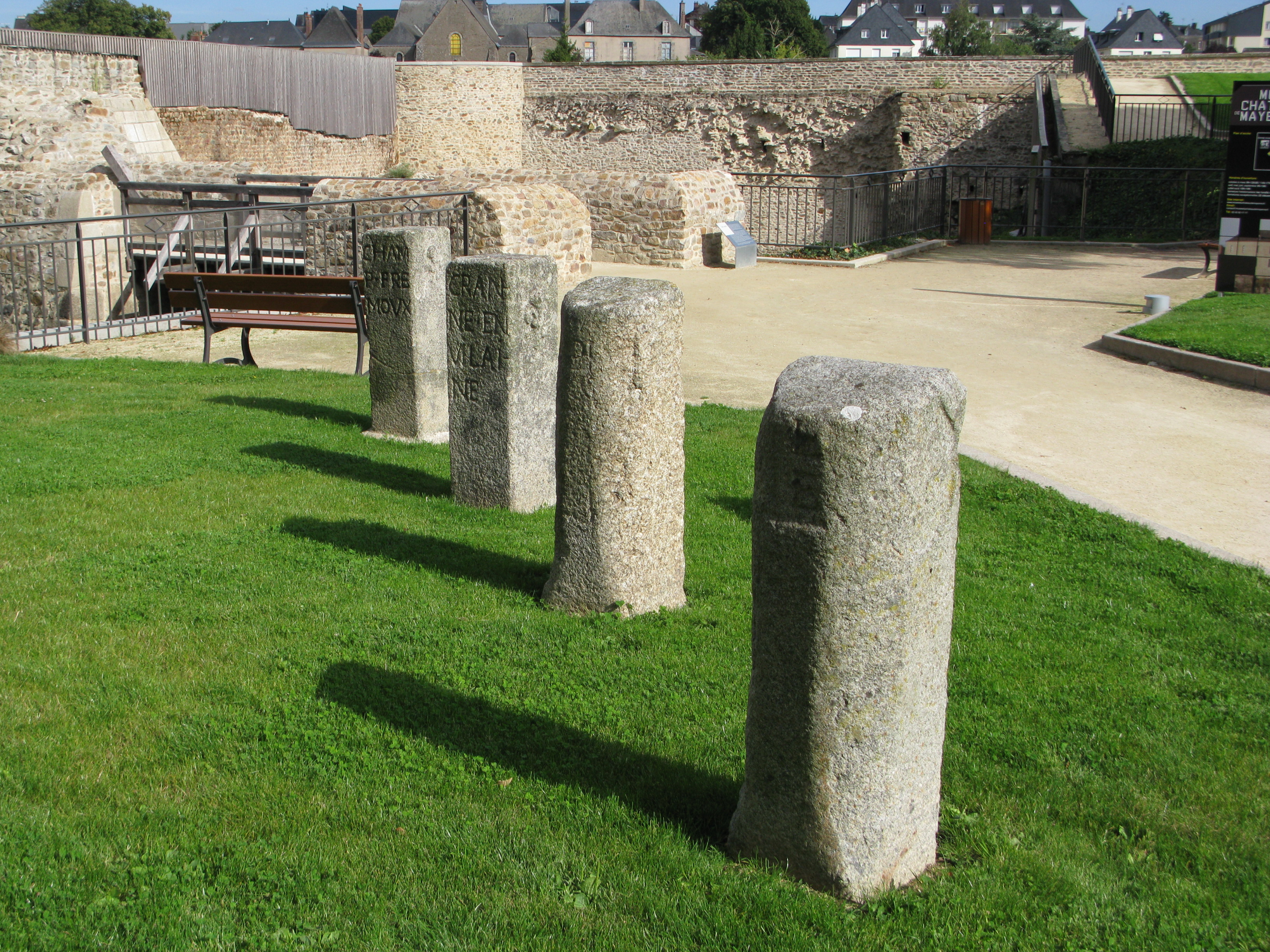
Des bornes étaient utilisées pour marquer les limites entre paroisses (exemplaires exposés ici dans le jardin du château de Mayenne)

### Quelques initiatives de corvée (1700-1738)
À la mort de Louis XIV, le régent Philippe d'Orléans veut donner une vive impulsion aux travaux d'amélioration de la viabilité générale. Comme il est également impossible d'augmenter les impôts, ce que l'on ne fait que dans le cas de guerre, et de prélever sur les impôts existants un fonds pour les ponts et chaussées plus important que d'habitude, l'idée de faire réparer et entretenir les grands chemins par une corvée royale permanente refait son apparition. De l'idée on ne tarde pas à passer à la pratique, en commençant naturellement par les provinces où la corvée des chemins est dans le droit écrit ou dans l'usage ancien et constant, et dans celles où elle est née comme conséquence, au moins momentanée, des corvées militaires pour le passage des armées. Car ces corvées, tout en consistant essentiellement dans le transport des troupes et des approvisionnements qui leur étaient nécessaires, embrassaient aussi la réparation des chemins pour faciliter ce transport.
En 1717, l'intendant de l'Alsace ayant profité de « l'usage du pays » pour faire réparer « par corvées » les routes de cette province, très endommagées lors de la guerre de Succession d’Espagne, on jugea qu'il « convenait de continuer ces travaux d'année en année». Une ordonnance de l'intendant Pierre Poulletier en décembre 1720 mentionne pour la première fois la corvée dans le Lyonnais pour réparer la route de Lyon à Paris. Les habitants sont réquisitionnés en plein hiver pour la réfection du tronçon entre Roanne et la Pacaudière. Le recours à la corvée s’impose également dans la généralité de Châlons. En 1728, les routes de la généralité de Metz sont refaites par corvée. En Champagne, elle apparaît comme un fait établi depuis 1720 dans un mémoire envoyé à l’intendant Le Peletier de Beaupré le 24 mai 1730 : « depuis dix ans qu’on a commencé les chaussées, les communautés ont tellement souffert que le nombre des feux et celui des chevaux a beaucoup diminué »,.
L'arrêt du conseil du 3 mai 1720 ordonne l’élargissement de diverses catégories de chemins, ce qui nécessite de très importants travaux. La question de la corvée se porte ne manière encore plus aiguë. Vers 1726, Orry, intendant de la généralité de Soissons, y entreprend la réparation des routes au moyen d'une corvée de six jours par an, qu'il impose aux hommes et aux voitures des communautés voisines de ces routes jusqu'à une distance de deux et trois lieues au plus. Son successeur, François Richer d'Aube, continue cette pratique pendant qu'Orry l'établissait encore dans le Hainaut, dont il est intendant jusqu'en 1730, époque où il est nommé contrôleur général des finances.

### Recours systématique à la corvée (1738-1776)

#### Instruction du 13 juin 1738
Le recours systématique à la corvée pour la construction et la réparation des chemins est indiscutablement l’œuvre de Philibert Orry, nommé contrôleur général des finances en 1730, après avoir été intendant de la généralité de Soissons, puis du Hainaut et de l'intendant des finances Henri François de Paule Lefèvre d'Ormesson. Ils préparent le terrain en diffusant en 1737 à tous les intendants et ingénieurs un Mémoire sur la conduite du travail par corvées, puis le 13 juin 1738, ils leur envoient une instruction officielle. Ils justifient ces nouvelles dispositions ainsi : « Le travail des corvées, tempéré, bien conduit, ordonné dans les seules saisons convenables, appliqué à des objets utiles, et réparti avec équité, est une institution d’autant plus juste que celui qui la supporte en retire le premier fruit. ».
Tous les habitants et matériels situés à une distance de quatre lieues (seize kilomètres environ) de part et d'autre d'une route peuvent être requis pour la construction ou l'entretien de cette route. Chaque contribuable est redevable de trente jours de corvée par an. La réquisition des citadins n’est pas évoquée dans les directives de 1737-1738 qui n’envisagent que l’articulation de la corvée avec le travail de la terre. Le premier mémoire permettait également de « commander les enfants de tout sexe, au-dessus de douze ans, pour porter les cailloux et le sable aux ouvriers, depuis la décharge jusqu’à l’atelier. » La seconde instruction est un peu plus douce et réduit notamment à trois lieues du chantier, le rayon dans lequel les corvéables (ou corvoyeurs) à bras pouvaient être requis, ce rayon étant maintenu à quatre lieues pour les voitures. Les intendants adaptèrent ces instructions à la situation de leur généralité ; beaucoup réduisirent le nombre de jours de corvée de trente à huit jours par an au minimum,.
La même instruction chargeait les ingénieurs, en accord avec les intendants des provinces, de commencer les ouvrages et de dresser les plans des routes à ouvrir ou à aligner. Leur plus grand effort, que l'on espérait cette fois-ci définitif, devait porter bien entendu sur les grands itinéraires partant de la capitale : il fallait avant tout qu'à travers ce très vaste royaume de France les ordres du gouvernement puissent parvenir plus rapidement et plus sûrement jusqu'aux provinces éloignées.

#### Mise en oeuvre de l'instruction de 1738
Tous les taillables sont portés au rôle. Une route étant à construire, dit le mémoire de 1737, on tire sur une carte deux lignes parallèles à droite et à gauche de cette route et à quatre lieues de distance. Toutes les paroisses situées en dedans de ces lignes doivent être convoquées. Les subdélégués de l'intendant en dressent un état et font le dénombrement des habitants sujets au travail et des voitures attelées qu'ils pourront fournir. Les fermiers, métayers et laboureurs des ecclésiastiques et gentilshommes doivent y être employés comme ceux des simples bourgeois. « On pourra aussi commander les enfants de tout sexe, au-dessus de douze ans, pour porter les cailloux et le sable aux ouvriers, depuis la décharge jusqu'à l'atelier. Il sera inséré dans les mandements que les charrettes seront approvisionnées de fourrages pour tant de jours et les manouvriers de pain ».
La corvée exige des monceaux de paperasses et de rôles et une surveillance incessante. Cette surveillance est hiérarchiquement organisée : l'ingénieur, sous les ordres de l'intendant, commande les conducteurs qui dirigent les piqueurs, les subdélégués de l'intendant préparent les rôles avec les syndics des communautés. La tâche est d'ailleurs si lourde que les ingénieurs demandent à être déchargés de l'application des amendes et des peines, qui est alors confiée aux administrateurs proprement dits, c'est-à-dire aux subdélégués de l'intendant.
Mais l'application est diversifiée selon les généralités. Dans la généralité de Bordeaux par exemple, le rôle doit comprendre tout homme ou garçon de condition taillable, d'âge et de force à travailler. Les bourgeois ne peuvent se dispenser qu'en envoyant à leur place de bons journaliers qu'ils payent directement. Les vieillards, veuves ou filles, tenant ménage, qui ont des ressources suffisantes pour fournir des journaliers, y sont également obligés. En Franche-Comté, les intendants veulent imposer à la corvée les seigneurs et les ecclésiastiques, mais ils rencontrent une telle opposition qu'ils doivent y renoncer et ne comprendre aux rôles que les fermiers. Dans la généralité de Paris, pour éviter que des doléances n'arrivent trop rapidement jusqu'au roi, la corvée des bras n'existait pas, il n'y a que celle des chevaux et voitures, réduite à moitié comme durée.

#### Mécontentement général devant la corvée
Cette mesure soulève un mécontentement populaire général, d’abord par ceux qu’elle frappe mais elle est aussi jugée intolérable aux yeux de la plupart des élites éclairées qui la perçoivent comme une manifestation de despotisme. Et ce, d’autant plus qu’elle est appliquée de manière inégale entre généralités, que tout le monde n’y est pas soumis et qu’il y a de nombreux abus.
Seul le taillable était en même temps corvéable. Il avait conscience de travailler pour tous les exemptés : nobles, gentilshommes, ecclésiastiques, avec leurs domestiques personnels et leurs gardes, parfois même avec les domestiques et les bêtes attachés à leurs exploitations. Les fermiers et métayers étaient seuls atteints. Exempts également les anciens officiers, leurs enfants, leurs domestiques et leurs montures, les innombrables fonctionnaires de tout ordre attachés au service du roi, aux tribunaux, aux finances, aux fermes et aux gabelles. Exempts aussi les maîtres de poste et les postillons, parfois encore les chirurgiens, les instituteurs, les maîtres de forges et de verreries, les ouvriers de papeterie, les jardiniers des pépinières royales, les salpêtriers et leurs bêtes, les bergers d'un troupeau de plus de 100 têtes, les vachers communs des villages, etc. Un mémoire de 1751 signale encore comme exempts, dans le Midi, les contrôleurs des actes des notaires, des droits de Réal, de Leude et de Pied fourché, les baillis et consuls des communautés, les garde-étalons et leurs valets. À Bordeaux, les infirmes et indigents sont exemptés sur le certificat du curé.

#### Corvées pour l’entretien
Les routes ouvertes à la circulation se dégradant relativement vite du fait de la circulation mais aussi des intempéries, il fallait pourvoir à leur entretien. Généralement l'administration centrale, les intendants et les ingénieurs semblent avoir considéré la corvée d'entretien comme peu onéreuse et devant être facilement acceptée. Mais le passage d’une corvée d’exception pour la construction d’une route à une corvée permanente pour son entretien fut mal perçu par la population.
Dès 1745, l'intendant de la généralité d'Alençon affecte, « à perpétuité » à chaque paroisse voisine d’une route, un canton de cette route à entretenir. Le travail se fera en deux saisons commençant l'une au 1er mai, l'autre au 15 novembre, le sixième des corvéables y sera appelé successivement de deux jours en deux jours; il devra être terminé chaque fois dans un mois au plus, sous peine de régie aux frais de la paroisse, préalablement payée « par les syndics, margnilliers et mutins ». Les intendants des généralités de Caen et d’Alsace prennent des dispositions similaires en 1753 et 1754,.
En cas de refus de la corvée des punitions étaient infligées, de manière souvent arbitraire. De nombreuses villes demandent à être exemptées. La mise en œuvre des instructions conduit à de nombreux abus tant de ceux qui tentent de s’y soustraire que de ceux qui les appliquent. L'incurie et la faiblesse de l'administration dans plusieurs provinces ont en outre des effets désastreux. Les corvéables, mal surveillés, ne se rendent pas sur les ateliers, négligent ou ajournent leurs tâches et le mauvais exemple entame les hommes de bonne volonté, le plus grand nombre, et souvent des communautés entières, laissant passer les délais d'exécution. Alors s’ensuivent les augmentations d'ouvrage, les amendes, les garnisons et autres peines; le travail à faire s'accumule, et avec lui croissent le mécontentement, les plaintes, l'esprit d'indiscipline non seulement aucun résultat utile n'est obtenu, mais encore les ouvrages ébauchés se détériorent et périssent et les populations, ainsi négligentes et insoumises, se plaignent plus encore que les autres du fardeau de la corvée dont elles ne tirent aucun profit .

#### Tentative d’amélioration de la corvée par Orceau de Fontette (1755)
L'intendant de la généralité de Caen, François-Jean Orceau de Fontette, est un de ceux qui prennent le plus à cœur le succès du travail des corvées. Le 30 janvier 1755, il prescrit la création de syndics spéciaux de corvée dans chaque paroisse, qu'il charge, sous leur responsabilité, de la confection des rôles des corvéables. Il fait alors la proposition, qui est lue à l'assemblée des ponts et chaussées, d'imposer les travaux en nature au prorata de la taille des habitants des paroisses assujetties dans la proportion de 10 sols pour une livre, de sorte qu’un journalier qui paie trois livres n’aurait que 30 sols d’ouvrage à réaliser par an.
Trudaine n'ayant pas approuvé ce système, Fontette revient à la corvée, divisée par tâches de paroisse, mais en la répartissent sur un plus grand nombre par l'augmentation des distances, et en amenant les paroisses à transformer, plus ou moins volontairement, l'exécution de leurs tâches en remboursement de l'ouvrage fait par adjudication. L'entreprise était plus difficile que Fontette ne l'avait pensé et souleva des protestations qui n’empêchèrent pas son succès, et donnèrent à son auteur une certaine célébrité.

#### Vers la suppression de la corvée (1755-1776)
Il y avait trois ans que Fontette avait établi son système de rachat de la corvée dans sa généralité, lorsque Turgot, après avoir été conseiller au parlement de Paris, puis pendant plusieurs années maître des requêtes au conseil du roi, est nommé intendant de la généralité de Limoges, le 8 août 1761. Il s'occupe immédiatement de la situation des routes de cette province, qui se trouvent dans un état déplorable.
De 1732 à 1743, la généralité de Limoges avait eu pour intendant Louis-Urbain Aubert de Tourny, qui adopte avec ardeur l'institution nouvelle de la corvée des grands chemins. Par ce moyen, employé despotiquement et militairement comme on faisait alors, il entreprend et ébauche le percement des principales voies qui devaient traverser cette province. Malheureusement, par excès de précipitation et faute d'ingénieurs expérimentés dans l'art de tracer les routes, on les dirige autant que possible en ligne droite, malgré les accidents d'un sol montueux de sorte que certaines parties ouvertes présentent des pentes importantes, tandis que d'autres restent inachevées devant des obstacles presque infranchissables. Les successeurs de Tourny paraissent avoir reculé devant les difficultés nées d'un tel commencement et devant la résistance des corvéables rebutés par un travail excessif sans résultat utile.
Ne renonçant pas au percement des routes, nécessaires pour le désenclavement de cette province, il imagine un plan ne faisant pas appel au travail forcé et gratuit des populations, qu'il soumet à Trudaine le 1er décembre 1761. Ce plan consiste à payer toutes les journées de corvée, à raison de 7 sols en été et 5 sols en hiver par homme, et de 40 sols en été et 30 sols en hiver par voiture à deux bœufs. Ce salaire a vocation à être partagé en deux parts l'une, de 2 sols par manœuvre ou voiturier, payée en numéraire; l'autre, du surplus, acquittée par « diminutions d'impositions dans la forme de celles qu'on accordait pour cause de grêle ou autres accidents de force majeure ». Le montant de ces diminutions aurait été reparti sur toutes les paroisses de la généralité. Turgot prétendait employer ainsi annuellement 10 000 hommes à neuf jours chacun « avec un nombre de voitures proportionné », et « malgré la guerre, achever en peu d'années toutes les routes commencées de la généralité ». Trudaine refuse son plan, ne le jugeant pas faisable.
Turgot propose un nouveau mémoire en 1762 qui n’a guère plus de succès. Mais les méthodes de rachat établies par Fontette et Turgot dans leurs généralités respectives ne tardent pas à occuper les esprits dans tout le royaume. On prend parti pour l'une ou pour l'autre et on en parle beaucoup et dans les journaux du temps et dans les mémoires ou pamphlets, de plus en plus nombreux, qui traitaient de cette question si brûlante de la corvée.

Même Voltaire prend parti contre la corvée dans un écrit qui y était d'ailleurs fort étranger (il s'agissait du carême et des fêtes de l'Église) : 

« On nous traîne aux corvées, fait-il dire aux paysans, nous, nos femmes et nos enfants, nos bêtes de labourage également épuisées, et quelquefois mourant pêle-mêle de lassitude sur la route. On fait périr nos moissons pour embellir les grands chemins. On nous arrache nos charrues pour travailler, à notre ruine; et l'unique prix de ce travail est de voir passer sur, nos héritages les carrosses de l'exacteur de la province, de l'évêque, de l'abbé, du financier, du grand seigneur, qui foulent aux pieds de leurs chevaux le sol qui servait autrefois à notre nourriture. »

Certains intellectuels, au premier rang desquels figure Condorcet, ont des prises de position véhémentes en fustigeant en 1775 l'administration des Ponts et Chaussées et son premier ingénieur Perronet, partisans du maintien de la corvée que Turgot cherche à abolir. Aux yeux du philosophe, Perronet n’est qu’« un homme fort ignorant et fort vain, qui a institué le corps des Ponts et Chaussées et qui laisserait plutôt périr le royaume que de donner atteinte à un si bel établissement ». Ce corps nécessite quant à lui une profonde réforme que Condorcet appelle de ses vœux et qui doit comprendre l’abolition définitive de la corvée.
Perronet, qui, par sa position supérieure et spéciale, par ses rapports continuels avec Trudaine père et fils, voyait de plus près que les autres ingénieurs les difficultés gouvernementales et administratives, montra toujours une certaine hésitation dans cette question de la corvée. La situation va se débloquer lorsque Turgot est nommé contrôleur général en août 1774. Par une circulaire du 6 mai 1775 Turgot prescrit aux intendants de faire suspendre les travaux, de différer la construction de nouveaux ouvrages et de pourvoir prioritairement à l’entretien des infrastructures routières, notamment grâce aux fonds de charité. Il motive cette décision par l'« excessive cherté du blé causée par la mauvaise récolte de l'année précédente »,.

#### Suppression de la corvée par Turgot et remplacement par un impôt foncier (6 février 1776)
En janvier  1776, Turgot obtient ainsi l’accord de Louis XVI pour six édits réformateurs dont l’abolition des corporations (sauf pour les métiers « de danger » : barbiers, imprimeurs…) et la suppression de la corvée royale des routes. Les six édits sont promulgués par Louis XVI le 6 février 1776. Celui relatif à la suppression de la corvée est composé de onze articles et est précédé d’un long préambule rédigé par Turgot et est fortement inspiré par les thèses physiocratiques. Il décide la suppression de la corvée en travail et son remplacement par une imposition indexée sur le vingtième des propriétaires fonciers, en plafonnant la nouvelle contribution des chemins à 10 millions de Livres tournois pour l’ensemble des pays d’élections qui ressortaient du département des Ponts et Chaussées. Cet édit et son préambule suscitent de nombreux commentaires pour critiquer l’assiette d’une imposition qui, si elle épargnait les paysans sans propriété et permettait d’atteindre le patrimoine foncier de la noblesse, présentait aussi le risque de faire supporter une majoration fiscale à nombre de micro-propriétaires roturiers et taillables,. Turgot, pour qui «  le soulagement des hommes qui souffrent est le devoir de tous  », fédère finalement contre lui tous les privilégiés qui ont tout à perdre de cette remise à plat. Après l’avoir soutenu, le roi cède aux pressions et le renvoie le 12 mai 1776, malgré la lettre prémonitoire de son ministre : « N’oubliez pas, Sire, que c’est la faiblesse qui a mis la tête de Charles Ier sur un billot. ». Il meurt en 1781 sans voir sa prophétie réalisée. Mais l'édit relatif à la corvée reste à peu près lettre morte.

### Période transitoire avant la fin définitive de la corvée (1776-1787)

#### Rétablissement de la corvée (11 août 1776)
Le nouveau contrôleur général des finances est Clugny de Nuits, alors intendant de Bordeaux. Dès le 5 juin, Trudaine appelle son attention sur la nécessité « de pourvoir à la réparation des grandes routes dégradées par la longue interruption du travail ». Admettant comme reconnu le principe fondamental de l'édit de février, qui est la suppression des corvées, il pense que toutes les objections porteront sur la forme de l'imposition. Il estime en outre qu'il convient d'attendre les remontrances « annoncées des divers parlements du royaume, afin de s'arrêter, après « mûre réflexion », à un parti le moins éloigné possible des volontés déjà exprimées par le roi, que l'on maintienne ensuite avec fermeté. Mais en attendant, Trudaine propose de destiner à ces réparations une somme de 1 500 000 livres prise, à peu près par moitié, sur les fonds des ateliers de charité institués en 1770 par l'abbé Terray et montant à près de 1 200 000 livres en 1776, et sur un secours extraordinaire en partie imputé sur les fonds des ouvrages d'art.
Mais après réception des remontrances et le constat de l’opposition de la noblesse et du parlement, le roi se voit contraint de reculer. Par une déclaration du 11 août 1776, il ordonne « qu'immédiatement après les récoltes tous travaux et ouvrages nécessaires pour les réparations et entretiens des grandes routes continuent d'être faits dans les diverses provinces du royaume comme avant l'édit du mois de février. » On donne pour motifs de cette décision l'urgence de la réparation des routes négligées depuis deux ans, et l'impossibilité d'y pourvoir par les moyens indiqués dans l’édit le « devoir de donner une attention particulière aux représentations des cours » enfin la « résolution du roi de faire examiner le tout en son conseil ».
En octobre 1776, Taboureau des Réaux est appelé à remplacer Clugny au contrôle général des finances, avec un adjoint nommé directeur du trésor, Necker, déjà connu par plusieurs écrits économiques. Des discussions ne tardent pas à s'élever entre le ministre et le directeur, à qui ses connaissances spéciales et un commencement de popularité donnaient un grand avantage. Taboureau se retire le 2 juillet 1777, et Necker reste seul à la tête de l'administration des finances avec le titre de directeur général. Son premier acte est, le 4 juillet, de supprimer, par mesure d'économie sans doute, les intendants des finances qui se partageaient les détails de ce ministère. Trudaine cesse ainsi de diriger le détail des ponts et chaussées, dont est chargé peu après un membre du conseil d'état nommé de Cotte.

#### L'enquête de 1777
En août Perronet met Necker au courant de la situation et lui soumet un nouveau projet de déclaration royale. Mais le gouvernement se trouve dans l'impasse, entre la corvée en nature qu'il a achevé lui-même de discréditer et la contribution pécuniaire à laquelle les parlements l'avaient, forcé de renoncer. Privé des lumières de Trudaine et ne trouvant pas de solution suffisante dans les bureaux des ponts et chaussées, Necker s'adresse aux intendants pour « le mettre à portée d'éclairer (sur ce sujet) les vues bienfaisantes du roi » et, dans une circulaire du 8 septembre 1777, leur envoie un questionnaire portant sur 14 items dont déjà certaines questions déjà débattues. Cette enquête a d’abord vocation à estimer le nombre de travailleurs nécessaires à la construction et à l’entretien des routes afin d’évaluer le coût de la dépense à engager dans chaque généralité.
Cette enquête contribue surtout à rendre la corvée mesurable en décomposant des éléments qui participent à la formation de son coût, à savoir le nombre de manœuvres à prévoir, le volume de journées à planifier et le prix du travail. L'évaluation prospective des besoins en main-d’œuvre s'établit ainsi comme suit :
| Généralités  | Nombre d’habitants | Nombre de corvéables | % du nombre de corvéables par rapport au nombre d’habitants | Longueur du réseau routier (lieues) | Nombre de corvéables par km |
| ------------ | ------------------ | -------------------- | ----------------------------------------------------------- | ----------------------------------- | --------------------------- |
| Alençon      | 528 300            | 75 000               | 14,1 %                                                      | 183                                 | 105                         |
| Amiens       | 533 000            | 65 000               | 12,1 %                                                      |                                     |                             |
| Auch         | 813 000            | 82 552               | 10,1 %                                                      | 1215                                | 17                          |
| Bordeaux     | 1 439 000          | 125 000              | 8,6 %                                                       | 752                                 | 42                          |
| Bourges      | 512 500            | 42 800               | 8,3 %                                                       |                                     |                             |
| Châlons      | 812 800            | 104 400              | 12,8 %                                                      | 673                                 | 39                          |
| Grenoble     | 664 600            | 80 000               | 12 %                                                        | 297                                 | 69                          |
| La Rochelle  | 479 700            | 33 500               | 6,9 %                                                       |                                     |                             |
| Limoges      | 646 500            | 50 000               | 7,7 %                                                       | 299                                 | 43                          |
| Lyon         | 633 600            | 127 500              | 20,1 %                                                      |                                     |                             |
| Metz         | 349 300            | 44 520               | 12,7 %                                                      | 244                                 | 47                          |
| Moulins      | 564 400            | 318 000              | 5,6 %                                                       |                                     |                             |
| Nancy        | 834 600            | 160 000              | 19,1 %                                                      | 573                                 | 310                         |
| Orléans      | 709 400            | 41 000               | 5,7 %                                                       | 344                                 | 30                          |
| Poitiers     | 690 500            | 35 000               | 5 %                                                         |                                     |                             |
| Riom         | 681 500            | 156 000              | 22,8 %                                                      | 223                                 | 179                         |
| Rouen        | 740 700            | 37 000               | 4,9 %                                                       | 116                                 | 82                          |
| Soissons     | 437 200            | 33 332               | 7,6 %                                                       | 257                                 | 33                          |
| Tours        | 1 338 700          | 221 411              | 16,5 %                                                      |                                     |                             |
| Valenciennes | 265 200            | 11 578               | 4,3 %                                                       | 73                                  | 40                          |

Les 24 réponses font apparaître des réponses disparates avec des dépenses variant de 1 à 10 entre certaines généralités. Pour les vingt-trois généralités, Paris et Montauban non compris, on arrive au nombre de 8 797 896 journées de manœuvres par an et à la dépense, en fourniture de pain, de 1 883 811 livres. Quant au mérite de ce secours, à l'exception des intendants des généralités d'Orléans, Soissons, Metz et Châlons qui semblent I'approuver jusqu'à un certain point, tous y voient une charge onéreuse et presque en pure perte pour l'état, un salaire insuffisant qui ne satisfera personne, une opération sujette à multiples difficultés et abus, enfin une injustice et un sujet de plaintes fondées pour les voituriers, qui en seraient exclus, le plus souvent contre toute raison.

#### Question du financement de la corvée (1777-1786)
L’idée d’employer les galériens resurgit dans l’éventail des propositions qui fleurissent après l’échec de Turgot. La réquisition des mendiants qui par leur inutilité menacent l’ordre social est également évoquée. Un mémoire, qui concourt pour le prix de l’Académie de Châlons-sur-Marne en 1778, propose ainsi, par souci d’économie, d’employer 300 000 mendiants et vagabonds enfermés dans des « dépôts des corvées royales » établis toutes les six lieues le long des routes royales et des chemins de traverse. Mais comme dans le cas des galériens, le coût à prévoir pour la surveillance des chantiers rendait cette solution peu praticable. La réquisition des soldats est également envisagée, d’autant que l’armée avait servi pour des travaux de canalisation. Cette alternative possible à l’emploi de la main-d’œuvre paysanne se retrouve aussi bien sous la plume des parlementaires mobilisés contre l’imposition foncière, que celle des Physiocrates qui en sont les plus ardents promoteurs.
La solution qui recueille le plus de suffrages est celle qui consiste simplement à rémunérer la main-d’œuvre réquisitionnée. Mais la question du financement de cette rémunération est alors envisagée. L’imposition est assurément la solution promue par l’académie de Châlons en 1777. Un impôt général permettrait permettait en particulier de rompre avec l’inégalité d’une prise en charge par les seules communautés riveraines de la route et de faire supporter une partie du financement par les villes. Mais de multiples autres solutions sont envisagées, comme le recours à la concession, au péage, une taxe sur les célibataires (les maîtres payant pour leurs domestiques non mariés), les veufs et veuves âgés de 34 à 46 ans sans enfants, et les nobles en dormance comme les anoblis, amis aussi diverses autres taxes ou impôts spécifiques.

#### Suppression définitive de la corvée des grands chemins (1787)
En 1786, Calonne, contrôleur général des finances, propose aux intendants un projet d'arrêt, auquel tous, en principe, se montrent favorables, et, après de nouvelles délibérations de la Commission, après des retouches assez importantes du projet, sont promulgués l'arrêt du Conseil du 6 novembre 1786, puis l'Ordonnance du 27 juin 1787 : la corvée en nature est remplacée par une contribution répartie entre les paroisses « au marc la livre » de la taille, et dont les receveurs généraux feraient l'avance aux entrepreneurs. Malgré l'opposition des Parlements, les Assemblées provinciales peuvent définitivement réaliser la réforme, qui s'opère un peu plus tardivement en Bretagne, où la corvée était régie par les États de la province.

## Un bilan
Dans son ouvrage, « L’invention de l’ingénieur moderne » consacré principalement à l'histoire de l’école des ponts et chaussées, Antoine Picon, directeur de recherche à l'École des ponts ParisTech, constate que, de 1738 à 1787, la corvée et les débats qui l’ont accompagnée ont contribué à façonner durablement le corps des Ponts et Chaussées en plaçant ses membres au contact d’une population souvent hostile et en les obligeant à se justifier constamment au nom de l’utilité publique et du bien général de l’État. Le mélange d’autoritarisme et de générosité abstraite qui caractérise bien souvent leur discours est en grande partie imputable à cette expérience sociale difficile. Mobilisant plus de deux millions de travailleurs, elle a représenté néanmoins une économie d’au moins 10 millions de livres par an que l’État aurait été bien en peine de débourser.
Dans son ouvrage « La corvée des grands chemins au XVIIIe siècle » publié en 2016, Anne Conchon, maitre de conférences en histoire économique moderne à l'IDHES Paris 1, souligne quant à elle que la corvée en travail est d’abord une entité d’une grande diversité, qui obéit à des régimes différenciés et connaît des particularismes locaux à travers le royaume : le plus souvent elle mobilise aussi bien des hommes que des bêtes et des charrettes, mais elle peut ne porter que sur le transport des matériaux comme dans le cas de la généralité de Paris. La commutation monétaire, qui s’opère selon des temporalités et des modalités diverses selon les généralités jusqu’en 1786, va contribuer encore à complexifier les régimes de corvée, où se juxtaposent à la réquisition en travail des formes de rachat en argent. Elle souligne également que la controverse sur la corvée traduit la confrontation de deux visions de la réquisition, le discours des Physiocrates d’une part, qui l’inscrit dans une réflexion théorique et systémique sur la richesse, et la connaissance que revendiquent les ingénieurs chargés de la mise en œuvre et de l’administration du travail routier. La corvée participe également de la transformation au XVIIIe siècle du sens donné au travail, en valorisant son utilité comme une solution à la pauvreté et un levier de la croissance économique. Même si elle est inscrite dans des rapports sociaux qui la déterminent fortement, la corvée est une activité productrice de plus en plus appréhendée pour sa valeur en un équivalent salarial.